# Babilonski zemljevid sveta
Babilonski zemljevid sveta (ali Imago Mundi) je babilonska glinena plošča s shematskim zemljevidom sveta in dvema napisoma, napisanima v akadskem jeziku. Datiran v nič prej kot v 9. stoletje pr. n. št. (pri čemer je bolj verjeten datum pozno 8. ali 7.), vključuje kratek in delno izgubljen besedilni opis. Tablica opisuje najstarejšo znano upodobitev znanega sveta. Vse od njegovega odkritja potekajo polemike o njegovi splošni razlagi in posebnih značilnostih. Drug slikovni fragment, VAT 12772, predstavlja podobno topografijo iz približno dveh tisočletij prej.
V središču zemljevida je Evfrat, ki teče od severa (zgoraj) proti jugu (spodaj), njegovo ustje pa je označeno kot »močvirje« in »odtok«. Mesto Babilon je prikazano na Evfratu, v severni polovici zemljevida. Susa, glavno mesto Elama, je prikazana na jugu, Urartu na severovzhodu, Haban, glavno mesto Kasitov, pa je prikazan (napačno) na severozahodu. Mezopotamijo obdaja krožna »grenka reka« ali ocean, sedem ali osem tujih območij pa je prikazanih kot trikotni odseki onkraj oceana, morda si jih predstavljamo kot gore.
Ploščo je izkopal Hormuzd Rassam v Siparju, Bagdadski vilajet, približno 60 km severno od Babilona na vzhodnem bregu reke Evfrat. Britanski muzej ga je pridobil leta 1882 (BM 92687); besedilo je bilo prvič prevedeno leta 1889. Običajno se domneva, da tablica izvira iz Borsippe. Leta 1995 je bil odkrit nov del tablice, na točki najvišjega trikotnika.

## Opis tablice
Tablica je sestavljena iz treh delov: zemljevid sveta, besedilo nad njim in besedilo na hrbtni strani. Ni jasno, ali je treba vse tri dele brati kot en sam dokument. Sistematične razlike med besedili kažejo, da je bila tablica morda sestavljena iz treh ločenih dokumentov.

### Zemljevid
Zemljevid je krožen z dvema mejnima krogoma. Klinopis označuje vse lokacije znotraj krožnega zemljevida, pa tudi nekaj regij zunaj. Dva kroga predstavljata vodno telo z oznako idmaratum ('grenka reka', slano morje). Babilon je označen severno od sredine; zdi se, da vzporedne črte na dnu predstavljajo južna močvirja, ukrivljena črta, ki prihaja s severa in severovzhoda, pa predstavlja gorovje Zagros.
V obodu kroga je sedem majhnih notranjih krogov, ki predstavljajo sedem mest. Sedem ali osem trikotnih odsekov zunaj vodnega kroga predstavljajo imenovane 'regije' (nagu). Ohranjeni so opisi pet od njih.
|  | 1. "Gore" (akadsko šá-du-ú) 2. "Mesto" (akadsko uru) 3. Urartu (akadsko ú-ra-áš-tu) 4. Asirija (akadsko kuraš+šurki) 5. Der (akadsko dēr) (a city) 6. ? 7. Močvirje (akadsko ap-pa-ru) 8. Susa (glavno mesto Elama) (akadsko šuša) 9. Kanal/"odtok" (akadsko bit-qu) 10. Bit Yakin (akadsko bῑt-ia-᾿-ki-nu) (regija) 11. "Mesto" (akadsko uru) | 12. Haban (akadsko ha-ab-ban) (dežela in mesto Kasitov) 13. Babilon (akadsko tin.tirki), deljen z Evfratom 14 – 17. Ocean (slana voda, akadsko idmar-ra-tum) 19 – 22 (in 18?). zunaj "regij" (nagu): 18. "Veliki zid, 6 lig vmes, kjer se ne vidi sonca" (akadsko BÀD.GU.LA 6 bēru ina bi-rit a-šar Šamaš la innammaru). – "Veliki zid" je morda gorski greben, "6 lig vmes" se verjetno nanaša na širino oceana. 19. "nagu, 6 lig vmes" 20. "[nag]u [..." (ostalo besedilo manjka) 21. "[na]gu [..." (ostalo besedilo manjka) 22. "nagu, 8 lig vmes" 23. Brez opisa. (mesto v Asiriji?) 24, 25. Brez opisa. (mesta v Habanu?) |

## Spremna besedila

### Prednja stran
Zdi se, da besedilo nad zemljevidom (11 vrstic) opisuje del stvarjenja sveta s strani Marduka, pokroviteljskega boga Babilona, ki je razdelil prvobitni ocean (boginja Tiamat) in tako ustvaril kopno in morje. O morju piše:
prisotni so bogovi ruševin, ki jih je (Marduk) postavil v morje [...]; gad, velika morska kača v notranjosti.
Nato je na kopnem omenjen niz dveh mitskih bitij (»ptica Anzu in škorpijon[na človeku]«) in vsaj petnajst kopenskih živali, »zveri, ki jih je Marduk ustvaril povrh [tl]ess Morje« (tj. na kopnem, vizualizirano kot nekakšen ogromen splav, ki lebdi v morju), med njimi gorska koza, gazela, lev, volk, opica in opica, noj, mačka in kameleon. Z izjemo mačke so bile vse te živali značilne za daljne dežele.
Zadnji dve vrstici besedila se nanašata na tri legendarne junake: [U]tnapištim (junak potopa), Sargon (vladar Akada) in Nur-[D]agan, kralj Buršaḫa[nda] (nasprotnik Sargona ).

### Zadnja stran
Zdi se, da je zadnja stran (29 vrstic) opis (vsaj) osmih nagujev. Po uvodu, ki morda razlaga, kako identificirati prvega naguja, je naslednjih sedem nagujev uvedenih s klavzulo »Do n-te regije [nagu], kjer potujete 7 lig« (zdi se, da razdalja 7 lig kaže na širina oceana, namesto razdalje med naslednjimi naguji).
Za vsakega od osmih nagujev je podan kratek opis, vendar so prvi, drugi in šesti preveč poškodovani, da bi jih lahko prebrali. Peti nagu ima najdaljši opis, vendar je tudi ta poškodovan in nerazumljiv. Sedmi nagu je bolj jasen:
... kjer govedo, opremljeno z rogovi [so ...] hitro teče in doseže [...]
Tretji nagu je lahko pusta puščava, neprehodna tudi za ptice:
Krilata [ptica] ne more varno dokončati [svojega potovanja]
V četrtem nagu najdemo predmete izjemnih dimenzij:
[...] so debele kot parsiktumova mera, 20 prstov [...]
Osmi nagu se morda nanaša na domnevna nebeška vrata na vzhodu, kamor Sonce vstopi, ko zjutraj vzide.
[... p]kraj, kjer [...] na njegovem vhodu zazori.
V zaključku je v opisu navedeno, da je zemljevid opis iz ptičje perspektive:
Štirih kvadrantov celotnega [sveta?] [...], ki jih nihče ne more [doumeti] [tj. nagu segajo neskončno daleč]
V zadnjih dveh vrsticah je očitno zapisano ime pisarja, ki je napisal tablico:
[...] kopiral iz svojega starega primerka in zbral […] sina Iṣṣuruja [potomca] Ea-bēl-il[ī].

## Kasnejši vpliv
Carlo Zaccagnini je trdil, da je zasnova babilonskega zemljevida sveta morda živela na T in O zemljevidih evropskega srednjega veka.

## Galerija
- Zemljevid sveta iz Siparja v Iraku. 6. stoletje pred našim štetjem. Britanski muzej
- Zemljevid sveta iz Siparja v Iraku. 6. stoletje pred našim štetjem. Britanski muzej
- Zemljevid sveta iz Siparja v Iraku, 6. stoletje pred našim štetjem. Britanski muzej